# 蔡惠媚
蔡惠媚（1959年—），台灣台中市清水區人，蔣孝武第二任妻子。

## 早年
蔡惠媚出身台中縣清水鎮（今臺中市清水區），父親蔡垂碧在海運界頗具知名度，是家中排行最小的孩子。早年就讀於台北美國學校，擁有雙重國籍，然未進大學就讀。
蔣孝武在1975年與妻子汪長詩離婚。1977年，18歲的蔡惠媚成為蔣友蘭的英文教師，因此認識蔣孝武。蔣孝武對她一見鍾情，但雙方礙於身份，一直不敢正式的展開交往，後來兩人才慢慢的展開了戀情。當時蔡惠媚年紀很輕，蔣孝武為了保護她，這段感情對外絕口不提，維持十分的低調。直到蔣孝武調任新加坡後，蔡惠媚跟蔣孝武同居的事情才曝光，外界才得知蔣孝武有這樣一位交往多年的紅顏知己。
1986年兩人低調的在新加坡正式結婚，蔡惠媚是蔣家第一位出生於台灣的媳婦。

## 婚後生活
蔣孝武曾經擔任過駐新加坡商務副代表、駐日代表等職，蔡惠媚也成為外交官夫人，由於年紀輕閱歷淺，因此在一些交際宴會上，蔡惠媚多半是文靜地坐在一旁，並不健談，缺少外交官夫人「人來熟」的親和力。不過，由於蔡惠媚的英語十分流利，隨著歷練的增多，也逐漸適應自己的角色與工作。
1991年7月1日蔣孝武病逝，享年46歲，年僅32歲的蔡惠媚成為蔣家最年輕的寡婦。蔡惠媚對蔣孝武的驟逝始終無法接受。曾對家人說：「孝武死了以後這些年來，我從未真正走出悲傷，我只是學著如何處理悲傷。」每逢蔣孝武的忌日，蔡惠媚都會準備一束鮮紅的玫瑰花，細心整理後再送到亡夫的墓前。
蔡惠媚過著接近隱居的生活，絕少在外界曝光，2003年宋美齡逝世、2004年蔣方良逝世，蔡惠媚罕見公開露面，並與汪長詩同時出現。

## 家庭
蔡惠媚的長兄蔡綠峰早年經營華聯船務公司，是紅豆食府餐廳的實際負責人蔡陳娟娟之夫婿。
兩位侄女蔡依倫與倫華集團總裁林靖倫結婚，成為其第二任妻子；蔡依珊與連勝文結婚。